# Чемпионат СССР по современному пятиборью 1981
29-й чемпионат СССР по современному пятиборью среди мужчин проводился в столице СССР городе Москве с 18 по 22 июля 1981 года.
На чемпионате награды разыгрывались в личном и командном первенстве. В командном турнире участие принимали команды союзных республик, Москвы и Ленинграда, в личном первенстве приняли участие 57 спортсменов.

## Чемпионат СССР. Мужчины. Личное первенство
| Дисциплина        | Золото                                     | Серебро                      | Бронза                                    |
| Личное первенство | Игорь Брызгалов · Грузинская ССР · Тбилиси | Игорь Колупанский · Москва · | Валентин Рогов · Белорусская ССР · Гомель |

- Итоговые результаты.

| Место | Спортсмен         | Республика город спортивное общество | Фехтование очки/победы | Конкур | Плавание результат/очки | Стрельба результат/очки | Кросс результат/очки | Сумма очков |
| ----- | ----------------- | ------------------------------------ | ---------------------- | ------ | ----------------------- | ----------------------- | -------------------- | ----------- |
| 1.    | Игорь Брызгалов   | Грузинская ССР, Тбилиси, «Динамо»    | 1000/39                | 1070   | 3.23,5/1244             | 195/1022                | 13.36,0/1117         | 5453        |
| 2.    | Игорь Колупанский | Москва, Вооруженные Силы             | 1000/39                | 1100   | 3.26,4/1236             | 191/934                 | 13.18,0/1171         | 5429        |
| 3.    | Валентин Рогов    | Белорусская ССР, Гомель, Динамо      | 960/37                 | 1064   | 3.36,3/1164             | 196/1044                | 13.15,0/1177         | 5409        |

## Фехтование
18 июля 1981 г. Спортивный зал «Дружба».
Спортсмены фехтовали на один укол. Всего каждый пятиборец должен был провести 56 боев.
Лучшими с результатом 1000 очков (39 побед) стали А. Гуламбарян (Армения), И. Брызгалов (Грузия) и И. Колупанский (Москва). В перебое за первое место победил Александр Гуламбарян. Олимпийский чемпион Анатолий Старостин в начале фехтовального марафона подвернул ногу, но продолжил выступление. В итоге он набрал всего 760 очков, бороться за высокое место в личном первенстве ему теперь трудновато, но для команды Таджикистана он свое дело сделал.
Фехтование. Личные результаты.
| Место | Спортсмен                      | Победы | Очки |
| ----- | ------------------------------ | ------ | ---- |
| 1.    | А. Гуламбарян · Армянская ССР  | 39     | 1000 |
| 2.    | И. Колупанский · Москва        | 39     | 1000 |
| 3.    | И. Брызгалов · Грузинская ССР  | 39     | 1000 |
| 4.    | А. Дорошенко · Латвийская ССР  | 38     | 980  |
| 5.    | В. Рогов · Белорусская ССР     | 37     | 960  |
| 6.    | Ал. Старостин · Таджикская ССР | 35     | 920  |
| 7.    | Т. Досымбетов · Казахская ССР  | 35     | 920  |
| 8.    | В. Нефедов · Москва            | 35     | 920  |

Фехтование. Командные результаты.
| Место | Республика, город | Очки  |
| ----- | ----------------- | ----- |
| 1.    | РСФСР             | 2 540 |
| 2.    | Армянская ССР     | 2 517 |
| 3.    | Грузинская ССР    | 2 517 |

## Конкур
19 июля 1981 г. Конно-спортивный комплекс «Битца».
Трасса конкура повторяла олимпийскую 1980 года: дистанция — 800 метров, 15 препятствий (18 прыжков), норма времени — 2 мин.
Неожиданностей присущих обычно для конкура, в этот день не состоялось. Только один спортсмен получил ноль очков. Это представитель команды Киргизии Петр Мирау. Он не смог справиться с конем по кличке Мобильный.
Отлично выступил Игорь Колупанский, он не попал в состав команды Москвы (Алексей Хапланов, Сергей Рябикин, Василий Нефедов) и выступал только в личном первенстве. Выступая на коне Бросок Колупанский проехал маршрут без ошибок с лучшим временем — 110 очков. В первом гите на этом же коне выступал Игорь Брызгалов, у него результат — 1070 очков. Второе месте в конкуре занял Гуннар Канепайс (Латвия) выступая на Марципане, он так же прошел без ошибок и набрал 1100 очков.
Конкур. Личные результаты.
| Место | Спортсмен                          | Очки |
| ----- | ---------------------------------- | ---- |
| 1.    | И. Колупанский · Москва            | 1100 |
| 2.    | Г. Канепайс · Латвийская ССР       | 1100 |
| 3.    | А. Дорошенко · Латвийская ССР      | 1098 |
| 4.    | И. Соя · Молдавская ССР            | 1098 |
| 5.    | А. Запорожанов · РСФСР             | 1096 |
| 6.    | С. Ушенко · Киргизская ССР         | 1096 |
| 7.    | А. Караханян · Азербайджанская ССР | 1096 |

Конкур. Командные результаты.
| Место | Республика, город | Очки  |
| ----- | ----------------- | ----- |
| 1.    | РСФСР             | 3 134 |
| 2.    | Латвийская ССР    | 3 118 |
| 3.    | Молдавская ССР    | 3 078 |

Положение после двух видов. Личные результаты.
| Место | Спортсмен                     | Очки |
| ----- | ----------------------------- | ---- |
| 1.    | И. Колупанский · Москва       | 2100 |
| 2.    | А. Дорошенко · Латвийская ССР | 2078 |
| 3.    | И. Брызгалов · Грузинская ССР | 2070 |
| 4.    | В. Рогов · Белорусская ССР    | 2024 |
| 5.    | А. Запорожанов · РСФСР        | 1956 |
| 6.    | Т. Досымбетов · Казахская ССР | 1096 |

Положение после двух видов. Командные результаты.
| Место | Республика, город | Очки  |
| ----- | ----------------- | ----- |
| 1.    | РСФСР             | 5 674 |
| 2.    | Грузинская ССР    | 5 547 |
| 3.    | Латвийская ССР    | 5 474 |

## Плавание
20 июля 1981 г. Спортивный комплекс «Лужники», 50 метровый бассейн, дистанция — 300 метров вольным стилем.
Быстрее всех проплыл Андрей Худяков (Азербайджан) — 3.13,3 (1328 очков). В последнее время в пятиборье наблюдается резкий подъём результатов в плавании, на нынешнем чемпионата быстрее 3.30,0 дистанцию проплыли 21 спортсмен.
Плавание. Личные результаты.
| Место | Спортсмен                        | Результат | Очки |
| ----- | -------------------------------- | --------- | ---- |
| 1.    | А. Худяков · Азербайджанская ССР | 3.13,3    | 1328 |
| 2.    | Н. Ярошенко · Москва             | 3.19,6    | 1276 |
| 3.    | С. Степин · Узбекская ССР        | 3.21,8    | 1260 |
| 4.    | М. Новиков · Армянская ССР       | 3.23,4    | 1248 |
| 5.    | И. Брызгалов · Грузинская ССР    | 3.23,8    | 1244 |
| 6.    | П. Мирау · Киргизская ССР        | 3.24,5    | 1236 |
| 7.    | И. Колупанский · Москва          | 3.26,4    | 1236 |

Положение после трех видов. Командные результаты.
| Место | Республика, город | Очки  |
| ----- | ----------------- | ----- |
| 1.    | РСФСР             | 9 278 |
| 2.    | Грузинская ССР    | 9 175 |
| 3.    | Молдавская ССР    | 9 070 |

Положение после 3-х видов. Личные результаты.
| Место | Спортсмен                     | Очки |
| ----- | ----------------------------- | ---- |
| 1.    | И. Колупанский · Москва       | 3324 |
| 2.    | И. Брызгалов · Грузинская ССР | 3314 |
| 3.    | В. Рогов · Белорусская ССР    | 3188 |

## Стрельба
21 июля 1981 г. Спортивный стрелковый комплекс «Динамо» г. Мытищи  Московская область.
По правилам соревнований лидеры стреляли в последней смене и именно в том порядке, как они стояли в турнирной таблице. Предпочтение отдавали Игорю Колупанскому, который в сезоне очень хорошо стрелял, например, на турнире в Венгрии он выбил в тире 200 из 200 возможных. Но уже в первой серии Колупанский показывает всего 45 очков, пять девяток, все кучно но чуть выше десятки и в итоге 191 очко (по сериям: 45, 48, 48, 50), Валентин Рогов — 196 (50, 49, 48, 49). Лидером чемпионата стал Игорь Брызгалов, показавший результат 195 очков.
Стрельба. Личные результаты.
| Место | Спортсмен                      | Результат | Очки |
| ----- | ------------------------------ | --------- | ---- |
| 1.    | Б. Мосолов · Москва            | 199       | 1110 |
| 2.    | Ан. Старостин · Таджикская ССР | 199       | 1110 |
| 3.    | В. Васильев · Узбекская ССР    | 199       | 1110 |
| 4.    | В. Нефедов · Москва            | 199       | 1110 |
| 5.    | В. Болле · Таджикская ССР      | 198       | 1088 |
| 6.    | В. Шмелев · РСФСР              | 198       | 1088 |

Стрельба. Командные результаты.
| Место | Республика, город | Очки  |
| ----- | ----------------- | ----- |
| 1.    | Таджикская ССР    | 3 242 |
| 2.    | Казахская ССР     | 3 088 |
| 3.    | Грузинская ССР    | 3 066 |
| 4.    | Белорусская ССР   | 3 066 |
| 5.    | Москва            | 3 066 |

Положение после 4-х видов. Личные результаты.
| Место | Спортсмен                     | Очки  |
| ----- | ----------------------------- | ----- |
| 1.    | И. Брызгалов · Грузинская ССР | 4 336 |
| 2.    | И. Колупанский · Москва       | 4 258 |
| 3.    | В. Нефедов · Москва           | 4 234 |
| 4.    | В. Рогов · Белорусская ССР    | 4 332 |
| 5.    | В. Васильев · Узбекская ССР   | 4 258 |
| 6.    | И. Соя · Молдавская ССР       | 4 180 |

Положение после 4-х видов. Командные результаты.
| Место | Республика, город | Очки   |
| ----- | ----------------- | ------ |
| 1.    | Грузинская ССР    | 12 241 |
| 2.    | Москва            | 12 061 |
| 3.    | РСФСР             | 12 036 |
| 4.    | Таджикская ССР    | 11 911 |
| 5.    | Украинская ССР    | 11 848 |
| 6.    | Эстонская ССР     | 11 770 |

## Кросс
22 июля 1981 г. Спортивный комплекс «Битца». Дистанция 4 км.
Трасса кросса повторяла олимпийскую дистанцию 1980 года. Накануне высказывались предположения, что Брызгалову будет очень сложно отстоять первую строчку протокола, так как Колупанский и Рогов считались сильными бегунами.
Последний день чемпионата стал самым тяжелейшим испытанием для пятиборцев. Все осложнила невероятная жара. По правилам все сильнейшие стартовали в самом конце. Здесь Брызгалов был в более выгодной позиции — он стартовал последним. Победа Брызгалова и стала первым сюрпризом. Он пробежал дистанцию за 13.36,4, что позволило ему удержать первое место и завоевать звание чемпиона СССР. Лучший результат в кроссе показал Александр Юрковецкий (Украина) — 12.43,8.
В такую жару не обошлось без происшествий. Речь идет о героическом беге молдавского пятиборца Игоря Сои, он получил солнечный удар. Случилось это за 600 метров до финиша, Соя буквально лишился сил и последние метры дистанции шатаясь, падал, опирался руками о колени, но тем не менее шел вперед и все таки пересек финишную черту — это было необходимо для команды.
Кросс. Личные результаты.
| Место | Спортсмен                        | Результат | Очки |
| ----- | -------------------------------- | --------- | ---- |
| 1.    | А. Юрковецкий · Украинская ССР   | 12.43.8   | 1276 |
| 2.    | В. Безденежных · Белорусская ССР | 12.56,0   | 1237 |
| 3.    | С. Рябикин · Москва              | 12.56,6   | 1237 |
| 4.    | А. Дорошенко · Латвийская ССР    | 13.02,1   | 1219 |
| 5.    | А. Тарев · Киргизская ССР        | 13.02,5   | 1219 |
| 6.    | С. Замотайлов · Украинская ССР   | 13.02,8   | 1219 |

Кросс. Командные результаты.
| Место | Республика, город | Очки  |
| ----- | ----------------- | ----- |
| 1.    | Украинская ССР    | 3 654 |
| 2.    | Киргизская ССР    | 3 492 |
| 3.    | Белорусская ССР   | 3 480 |

## Итоговые результаты
- Личные первенство.

| Место | Спортсмен                        | Очки  |
| ----- | -------------------------------- | ----- |
| 1.    | И. Брызгалов · Грузинская ССР    | 5 453 |
| 2.    | И. Колупанский · Москва          | 5 429 |
| 3.    | В. Рогов · Белорусская ССР       | 5 409 |
| 4.    | А. Тарев · Киргизская ССР        | 5 393 |
| 5.    | В. Нефедов · Москва              | 5 369 |
| 6.    | Е. Липеев · РСФСР                | 5 296 |
| 7.    | С. Куликов · Москва              | 5 234 |
| 8.    | А. Юрковецкий · Украинская ССР   | 5 216 |
| 9.    | А. Дорошенко · Латвийская ССР    | 5 213 |
| 10.   | Валерий Васильев · Узбекская ССР | 5 199 |
| 11.   | С. Рябикин · Москва              | 5 193 |
| 12.   | В. Кириенко · Украинская ССР     | 5 165 |

- Командное первенство.

| Место | Спортивное общество                                                                     | Сумма очков |
| ----- | --------------------------------------------------------------------------------------- | ----------- |
| 1.    | Грузинская ССР · И. Брызгалов (Динамо) · Д. Григор (Динамо) · Ю. Самсонов (Буревестник) | 15 589      |
| 2.    | Украинская ССР · В. Кириенко (ВС) · А. Юрковецкий (Динамо) · С. Замотайлов (ВС)         | 15 502      |
| 3.    | Москва · В. Нефедов(ВС) · С. Рябикин (ВС) · А. Хапланов (Динамо)                        | 15 487      |
| 4.    | РСФСР · В. Шмелев · Е. Липеев · А. Запорожанов                                          | 15 487      |
| 5.    | Таджикская ССР · Ан. Старостин · Ал. Старостин · В. Болле                               | 15 280      |
| 6.    | Белорусская ССР · В. Рогов · В. Безденежных                                             | 14 999      |